# Книгоиздателство „Стоян Ст. Атанасов“
Книгоиздателство „Стоян Ст. Атанасов“ е българско издателство на Стоян Стефанов Атанасов, съществувало в периода 1901 – 1948 година в София.
През 1901 – 1902 година в него се печата „Работнически вестник“. От 1910 г. се занимава изцяло с книгоиздателска дейност. В продължение на шестнадесет години издава „Библиотека за самообразование“, популяризираща произведенията на Еразъм Ротердамски, Джек Лондон, Кнут Хамсун и други. През 1905 г. издава за първи път творби на Елин Пелин – I том с негови разкази. Първи издател е на музикални произведения в България, има печатница за ноти. Издадените книги обхващат всички клонове на науката и художествената литература – съчиненията на Николай Райнов, Константин Величков, Енциклопедията на братя Данчови и други. Издателството е ликвидирано през 1948 година.